# Maison Varlet
La maison Varlet est une maison historique située dans le quartier France de Grand-Bassam, Côte d'Ivoire, construite en 1918.

## Historique
La maison Varlet est construite en 1918.
Le 3 juillet 2012, le quartier France de Grand-Bassam, dans lequel est située la maison, est inscrit au patrimoine mondial de l'UNESCO. La maison Varlet y est inscrite comme « patrimoine remarquable ».

## Architecture
La maison Varlet est l'une des plus grandes et imposantes maisons de commerçants de la ville. Elle suit un plan rectangulaire, avec six travées d'un côté et cinq de l'autre. Les quatre façades sont régulières et identiques.
Le rez-de-chaussée est entouré par un portique à arcades cintrées qui protège l’accès des boutiques et entrepôts du propriétaire. L’étage dispose d’une galerie qui suit le pourtour de la maison et donne accès aux chambres. Cette galerie est longée d’arcades dont le rythme double celui du rez-de-chaussée. Les grandes fenêtres en arcades sont en ciment armé.
La cuisine et les espaces de service étaient situés dans la cour ou le jardin de service.

## Localisation
La maison est située dans la périphérie Est de la zone commerciale, sur un angle avec le boulevard du gouverneur Bertin. Elle fait face à la maison Ganamet.